# ファミリースタジアム2003
『ファミリースタジアム2003』（ファミリースタジアムにせんさん）は、2003年5月30日にナムコが発売したニンテンドー ゲームキューブ用野球ゲームである。

## 概要
ゲームボーイアドバンスで発売された『ファミスタアドバンス』の続編として登場。家庭用据え置き型ゲーム機としてはNINTENDO 64の『ファミスタ64』以来から約6年振りの作品であり、ナムコが発売した唯一のゲームキューブ用スポーツゲームである。2003年度開幕時のデータを使用している。
本作では従来でも採用されていた「高低差」の概念をより強化し、下に落ちる「フォーク」の他に、ストレートで投球開始後にスティックの上を押し続けると上に浮き上がる新球種「ホップボール」が加わり、この「高低差」を利用した駆け引きが楽しめるようになった。
球場は実在のプロ野球で使用されているフランチャイズ球場11球場に加え、「クロノアスタジアム」と一定の条件を満たすと使用できる「ドドンがドーム」の全13球団が使用できる。
更に本作ではGBAケーブルによるGBAとのリンクによる連動プレイに対応しており、試合でも様々な効果を発揮し、たとえば7回等の特殊な条件下になるとGBA側の画面でルーレットが開始され、ルーレットの結果次第で選手の調子を変動させることができる。また選手村でのミニゲーム等に使用したり、選手を合体させるなどの特殊なプレイを行うことができる。
ファミスタシリーズとしては初めて実況が収録されている。担当は谷口広明（後に実況パワフルメジャーリーグの実況担当）。
なおTVCMは任天堂が製作し、シアトル・マリナーズ在籍中だったイチローが出演している。

## モード
選択できるモードは全部で4種類。
- エキシビション - 通常の対戦モード、1試合限定。実在プロ野球球団12球団に加え、オールセントラル・オールパシフィック、ナムコスターズ、後述の選手村にて作成したチームを使用するオリジナルチームの全16球団が使用可能。
- ペナントレース - 本作のメインモード。従来のペナントレースに「選手村」というオリジナルチームの作成・育成を合わせたモードで、チームを育てながら日本一を目指す。試合数は10試合・30試合・70試合・140試合を選べ、140試合のみオリジナルチームを作成でき、140試合以外では1年限定のペナントレースとなる。
- トレーニング - いわゆる練習モード。選べるのは「投球練習」「打撃練習」「ホームラン競争」「走塁練習」「守備練習」「スペシャルノック」の6種類。
- オプション - サウンドの切り替えや実況などのあり/なしが設定できる。

## 収録チーム

### パシフィック・リーグ
- 西武ライオンズ
- 大阪近鉄バファローズ
- 福岡ダイエーホークス
- 千葉ロッテマリーンズ
- 日本ハムファイターズ
- オリックスブルーウェーブ
- オールパシフィック

### セントラル・リーグ
- 読売ジャイアンツ
- ヤクルトスワローズ
- 中日ドラゴンズ
- 阪神タイガース
- 広島東洋カープ
- 横浜ベイスターズ
- オールセントラル

### SPECIAL
- ナムコスターズ
- オリジナルチーム

## その他
本作には非売品ディスクとして、2003年5月時点で発売されている・発売予定されていたゲームキューブ用ソフト全115タイトルを発売日順・ジャンル別・50音順での検索してゲーム情報等を見ることができる「ニンテンドーゲームキューブ ソフトeカタログ 2003・春」が同梱されていた。
同ディスクには発売予定ソフトのデモとして『ビューティフル ジョー』（2003年6月12日発売）のムービー・体験版や『ファイナルファンタジー・クリスタルクロニクル』（2003年8月8日発売・ディスク内では2003年7月18日発売予定だった）・『テイルズオブシンフォニア』（2003年8月29日発売・ディスク内では発売未定）のゲーム情報・ムービーが収録されていた。